# Strada A290
La strada federale A290 (Федеральная автомобильная дорога А290 in russo) è una strada federale russa che corre parallelamente alle coste del mar Nero e unisce la città di Novorossijsk a Kerč', via ponte di Crimea.

## Storia
Fino al 2018 era conosciuta come M25.